# Rahi Peak
Rahi Peak är en bergstopp i Antarktis. Den ligger i Östantarktis. Nya Zeeland gör anspråk på området. Toppen på Rahi Peak är 1 385 meter över havet.
Terrängen runt Rahi Peak är bergig åt nordväst, men åt sydost är den kuperad. Trakten är obefolkad. Det finns inga samhällen i närheten. 